# Frederick William Hope
Frederick William Hope (Londen, 3 januari 1797 – Londen, 15 april 1862) was een Brits entomoloog.
Hope werd in 1797 in Londen geboren als zoon van John Thomas Hope en Ellen Hester Mary Edwardes. Hij kreeg privé-onderwijs tot hij in 1817 ging studeren aan Christ Church, Oxford. Hij voltooide zijn studie in 1820. Hope trouwde in 1835 met de welgestelde Ellen Meredith en samen verzamelden ze gegraveerde portretten (140.000); topografische gravures (70.000); en natuurhistorische gravures (20.000). Hope's belangstelling voor insecten begon rond 1817. Hij was vooral geïnteresseerd in kevers, en beschreef een aanzienlijk aantal nieuwe soorten. Hij was oprichter van de Hope department of entomology in het Oxford University Museum of Natural History waar ook zijn eigen insectenverzameling werd ondergebracht. Hier werden de collecties van o.a. Edward Donovan, James Francis Stephens, Thomas Marsham en Thomas Vernon Wollaston nog aan toegevoegd. Zijn vriend John Obadiah Westwood was de eerste curator van de collecties. Hope was ook een Fellow van de Royal Society en de Linnean Society en was een van de oprichters van de Zoological Society of London en de Entomological Society of London in 1833. Later vervulde hij voor deze vereniging de functie van penningmeester, voorzitter en vicevoorzitter. Hope publiceerde ongeveer 60 wetenschappelijke artikelen over entomologie, voornamelijk over kevers, nieuw voor de wetenschap. Zijn belangrijkste werk is de Coleopterists Manual die vanaf 1837 in drie delen gepubliceerd werd.
- Bibliothèque nationale de France: cb10587073k (data)
- Gemeinsame Normdatei: 116981091
- International Standard Name Identifier: 0000 0000 6299 3539
- Library of Congress Control Number: nr96008604
- Nationale bibliotheek van Australië: 35688017
- Nederlandse Thesaurus van Auteursnamen: 074730665
- Réseau des bibliothèques de Suisse occidentale: 02-A025287421
- RKD-Nederlands Instituut voor Kunstgeschiedenis: 449826
- LIBRIS: 61639
- SNAC: w6km96tz
- Système universitaire de documentation: 252691466
- Trove: 1043152
- Virtual International Authority File: 54137825
- WorldCat: E39PBJqFRJYk8QxQ37xGt8XmVC